# جنين كونزي
جنين كونزي (بالألمانية: Janine Kunze)‏ هي مقدمة تلفزيونية وممثلة ألمانية، ولدت في 20 مارس 1974 بكولونيا في ألمانيا.

## وصلات خارجية
- جنين كونزي على موقع IMDb (الإنجليزية)
- جنين كونزي على موقع ألو سيني (الفرنسية)
- جنين كونزي على موقع ميوزك برينز (الإنجليزية)
- جنين كونزي على موقع أول موفي (الإنجليزية)
- جنين كونزي على موقع قاعدة بيانات الفيلم (الإنجليزية)
- جنين كونزي على موقع كينوبويسك (الروسية)